# ピョートル・コンドラチェフ
ピョートル・ヴァシリエヴィチ・コンドラチェフ（ロシア語: Пётр Васильевич Кондратьев、1909年7月9日 - 1943年6月1日） は、ソビエト連邦の軍人。ソ連邦英雄。最終階級は空軍親衛大佐。

## 経歴
1909年7月9日にロシア帝国のヴィテプスクで生まれた。1927年、全連邦共産党 (ボリシェヴィキ)に入党し、1929年12月より赤軍に入隊した。
1933年にレニングラード軍事理論学校の航空科を卒業し、続いてエイスクのスターリン名称海軍飛行士観測手高等学校を卒業した。1939年にフィンランドとの間で冬戦争が勃発すると、コンドラチェフ大尉はバルト艦隊航空隊第61航空旅団第13航空連隊副司令官として参戦した。彼は計66回の出撃で飛行場に駐機中の航空機を7機撃破し、さらに機関車2両、自動車7台を破壊、大型船舶1隻を爆撃によって沈没させる戦果を上げている。1940年4月21日、ソ連邦英雄に列せられた。
大祖国戦争が勃発した1941年6月22日から10月1日までの間に、コンドラチェフ少佐が指揮していたバルト艦隊航空隊第61航空旅団第5航空連隊は、総撃墜数75機、総撃破戦車数54両を数える戦果を上げた。これにより、バルト艦隊令第113号で赤旗勲章が彼に授与された。同時期に展開されたレニングラード包囲戦では、コンドラチェフ指揮下の航空連隊は9月8日からの5か月間で389回出撃し、敵機105機を撃墜、敵戦車55両を撃破している。
1943年3月25日、ラドガ湖南部のドイツ軍に打撃を与え、レニングラード封鎖の突破口を見出した功績から、バルト艦隊令第32号によりコンドラチェフ親衛大佐に2度目となる赤旗勲章が贈られた。
コンドラチェフは引き続きバルト艦隊航空隊第61航空旅団の指揮を執っていたが、1943年6月1日にフィンランド湾での戦闘において戦死した。遺体はビチエ・ポレのコトリンに埋葬され、後にクロンシュタットの市営墓地に改葬された。
コンドラチェフは妻であるマリア・トロフィモヴナ・コンドラチェワとの間に、ニーナとアナトリーの一男一女を儲けている。

## 叙勲
- ソ連邦英雄
- レーニン勲章
- 赤旗勲章2回
- 赤星勲章

## 顕彰
レニングラード州ヴィボルグ地区のヴィテプスクにはコンドラチェフの名を冠した通りが存在する。また、同地区の自治体コンドラチェヴォ（旧フィンランド領サッキヤルヴィ）は彼の名に因んでいる。